# Juan Pablo Aboitiz
Juan Pablo Aboitiz Domínguez (Santiago, 21 de agosto de 1959) es un ingeniero civil y empresario chileno, actual gerente general del holding industrial Sigdo Koppers.

## Primeros años de vida
Nació como tercer hijo de los seis que tuvo el matrimonio conformado por el empresario de origen vasco Ramón Aboitiz Musatadi y Carmen Gloria Domínguez Elordi.
Se formó en el Colegio de los Sagrados Corazones de Manquehue de la capital, entidad donde fue compañero del después hombre de empresa, Pablo Turner. Más tarde ingresó a la Pontificia Universidad Católica, donde alcanzó el título de ingeniero civil mecánico, además de una maestría en administración de empresas.

### Matrimonio e hijos
Casado con Benedikte Handal, es padre de cuatro hijos.

## Vida pública
Una vez egresado se incorporó a la siderúrgica Huachipato, filial de CAP, donde trabajó en marketing y ventas por espacio de cinco años.
Pasó entonces a los negocios familiares, ejerciendo primero en la Compañía Tecno Industrial como gerente de administración y finanzas, y luego en Somela como gerente de operaciones y gerente de exportaciones.
En 1998 se incorporó a SK Automotriz, filial dedicada al negocio automotor del grupo. En 2001 lideró las negociaciones para asociarse con la automotora española Bergé, uno de los seis grandes grupos mundiales de distribución de vehículos en ese momento.
En 2007 asumió la gerencia general de la matriz, cargo que en tiempo pretérito había ocupado su padre, presidente de la firma entre 1974 y 2010.
Durante su gestión el grupo concretó la mayor operación de su historia, al adquirir el 100% de la belga Magotteaux en unos US$ 790 millones.